# Hajdu Sándor (szobrász)
Hajdu Sándor (Bénye, 1911. március 15. – Tatabánya, 1987. október 26.) magyar szobrász.

## Életútja
Hajdu Sándor földműves és Túri Mária gyermekeként született Bényén. A párizsi École des Beaux-Arts-on tanult. Magyarországra 1947-ben tért vissza. Alapítója és egyben vezetője is volt a Vasas Szakszervezet képzőművészeti iskolának.

## Köztéri művei
- figurális dombormű (kerámia, 1954, Kecskemét, Konzervgyár)
- Madarak (mészkő, 1955, Budapest, Fővárosi Állat- és Növénykert, Madárház)
- Domborművek (mészkő, 1956, Budapest, Kerepesi úti lakótelep, erkélyek)
- Áchim András-mellszobor (mészkő, 1958, Szolnok, Általános Iskola)
- Sajnovics János (bronz, 1959, Tordas)
- Domborműves amphora (kő, 1960 k., Sopron, Határállomás)
- Egressy Gábor (márvány mellszobor, 1960, Miskolci Nemzeti Színház)
- Női akt (mészkő, 1960, Szeged, Szemklinika)
- Mécstartó lány (kő, 1960, Szeged, Szemészeti Klinika)
- Álló lány (1961, Karcag)
- Sajnovics János (1961, Karcag)
- Hal (alumínium, 1962, Somogyvár, Gyógypedagógiai Intézet)
- Támaszkodó női figura (mészkő, 1962, Budapest, Transzformátorgyár)
- Anya és fia (alumínium, 1964, Baktalórántháza, Szülőotthon)
- Lányka könyvvel (mészkő, 1964, Karcag, Általános Iskola)
- Labdarúgó (alumínium, 1967, Dorog, Sportstadion)
- Női figura (bronz, 1971, Bucsa, Művelődési Ház)
- Női akt (mészkő, 1974, Kaposvár)
- Niers Vilmos (kő mellszobor, 1974, Kőszeg, Gyógypedagógiai Intézet)
- Szénagyűjtő lány (patinázott gipsz, 1982, Kaposvár, Mezőgazdasági Főiskola).